# 日本基督教神学専門学校
| 日本基督教神学専門学校 | 日本基督教神学専門学校        |
| ---------------------- | ----------------------------- |
| 設置者                 | 日本基督教団神学校財団        |
| 創立                   | 1944年4月                     |
| 所在地                 | 東京都麹町区富士見町          |
| 校長                   | 桑田秀延                      |
| 廃止                   | 1955年3月31日                 |
| 前身校                 | 日本東部神学校 日本西部神学校 |
| 後身校                 | 東京神学大学                  |

日本基督教神学専門学校（にほんキリストきょうしんがくせんもんがっこう）は1944年、日本基督教団神学校財団によって設立されたプロテスタント超教派の神学校で、今日の東京神学大学の直接の前身校である。

## 概要

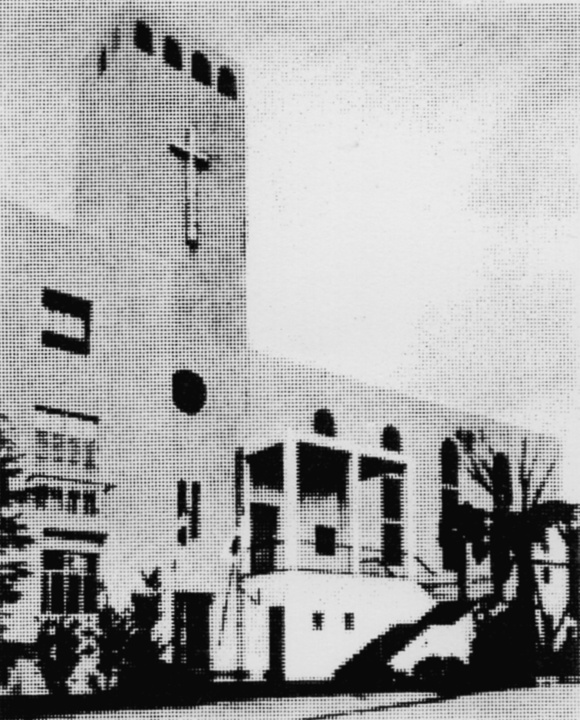
旧日本神学校

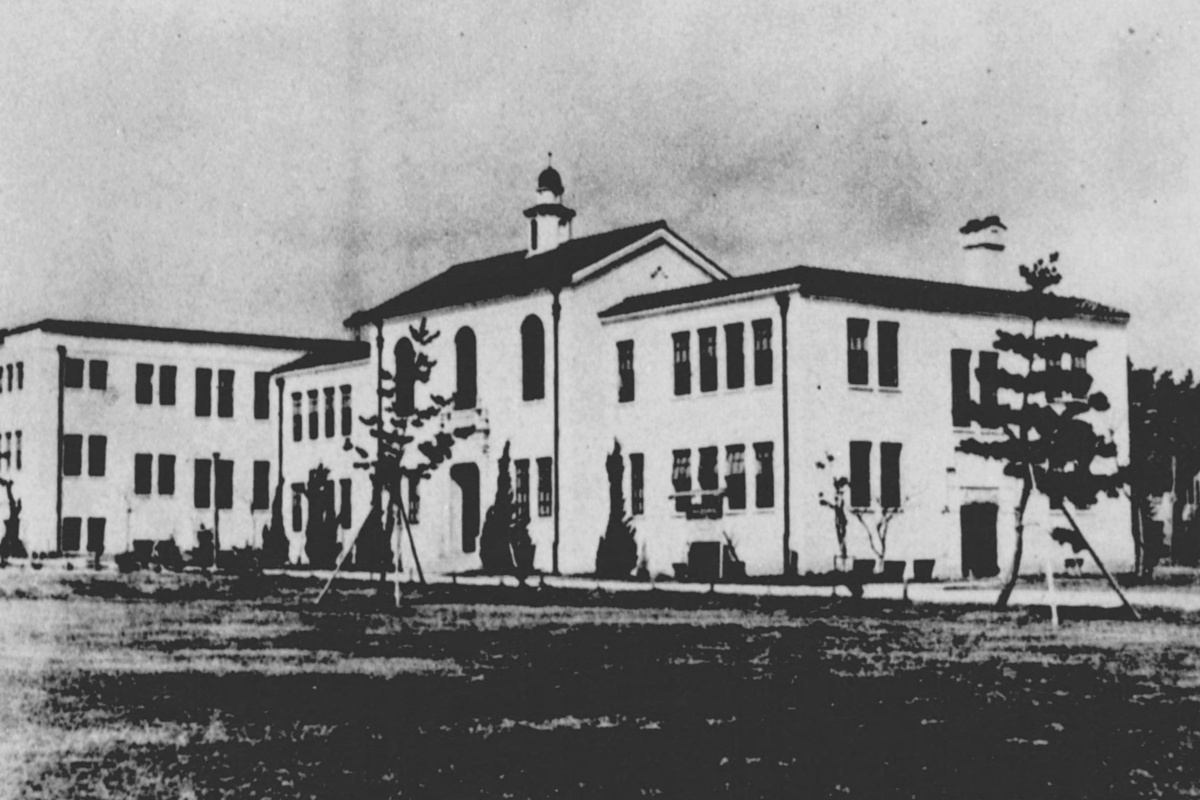
旧関西学院神学部

1940年10月17日に青山学院校庭で開催された皇紀二千六百年奉祝全国基督教信徒大会で日本における全プロテスタント教会の合同が宣言され、翌年6月24日に富士見町教会で日本基督教団が設立された。これを受けて日本各地のプロテスタント系神学校は以下の3校に統合された。
- 日本東部神学校（日本基督教団神学校財団により1943年3月設立）[1]
  - 青山学院神学部・日本バプテスト神学校・日本ルーテル神学専門学校・日本神学校・聖公会神学院・東亜神学校[2]・日本一致神学校[3]・東光学院の統合により設立。
  - 本科は旧日本神学校（麹町区富士見町）、予科は旧日本ルーテル神学専門学校（中野区鷺宮）の校舎を使用した[4]。
  - 旧日本神学校校長の村田四郎が初代校長に就任し、翌年桑田秀延が第2代校長となった[5]。
  - 編入生132名のうち半数近くの64名は旧日本神学校出身者であった[6]。
- 日本西部神学校（日本基督教団神学校財団により1943年3月設立）[1]
  - 関西学院神学部・聖書学舎・日本聖化神学校の統合により設立[7]。
  - 旧関西学院神学部の校舎を使用した[8]。
  - 旧関西学院神学部長の松下績雄が校長となった[9]。
- 日本女子神学校（日本基督教団神学校財団により1943年3月設立）[1]
  - 青山学院神学部女子部・共立女子神学校・東京聖経女学院[10]・聖和女子学院の統合により設立[9]。
  - 旧日本バプテスト神学校（大森区田園調布）の校舎を使用した[9]。
  - 旧青山学院神学部長の渡辺善太が校長となった[11]。
  - 翌年日本基督教女子神学専門学校と改称し、戦後の1948年3月に閉校となった[12]。

1944年には男子の2校の統合により日本基督教神学専門学校が設立された（校長は桑田秀延）。その背景には学徒出陣による学生数の減少があり、日本基督教団が3校を同時に経営することはもはや難しくなったためである。校舎は旧東部神学校のものを使用し、兵役の関係で予科や専修科を廃止した。
1945年の東京大空襲で富士見町と鷺宮の校舎は被災を免れたが、翌年1月に富士見町校舎を東京キリスト教青年会に貸与せざるを得なくなったため、1946年度以降の授業は全て鷺宮で行うこととなった。
戦後の学制改革により日本基督教神学専門学校は新制大学の東京神学大学に移行したが、8つの神学校が教派単位での日本基督教団からの離脱や学校復興などにより東京神学大学から離れていった。
1949年に東京神学大学が開校した後も旧制の日本基督教神学専門学校は1955年3月に在籍者が全員卒業するまで存続した。